# 68. vestlige længdekreds
Den 68. vestlige længdekreds (eller 68 grader vestlig længde) er en længdekreds, der ligger 68 grader vest for nulmeridianen. Den løber gennem Ishavet, Nordamerika, Atlanterhavet, Caribien, Sydamerika, Stillehavet, det Sydlige Ishav og Antarktis.